# 領海侵犯
領海侵犯（りょうかいしんぱん、intrusion into territorial waters）とは、マスメディアにおける報道などで使用されるメディア用語であり、沿岸国の領海内において、沿岸国の政府による同意のないまま、外国の公船・官船や外国籍の商船が無害通航権の範囲を超えて何らかの活動を行うことを指して使用される。
国際法で規定されている「領空侵犯」とは異なり、法用語ではない。防衛大臣では無害通航と認められないケース、無害通航権が成り立たない場合でも「領海侵入」という言葉を使っている。

## 無害通航権

### 定義
原則として、沿岸国の領海内を外国の軍艦や哨戒艦艇その他の公船・官船が単に通航したとしても直ちに国際法に違反せず、沿岸国の平和・秩序・安全を害さないことを条件に、沿岸国に事前に通告することなく、外国の船舶も沿岸国の領海内を通航することが出来る権利を有し、その権利を無害通航権という。
これは、歴史的に海洋を介して諸国民が交易を活発に行っていたことから、海洋を諸国民共有の財産と考える思想が背景にあり、「領海」は、許可のない「進入」をもってただちに「侵犯」と解釈される「領土」や「領空」とは、国際法上での定義が大きく異なるものであり、いかなる場合に無害通航に該当しないかについては、具体的な要件が海洋法に関する国際連合条約第19条で定められている。

### 無害通航でない活動に対する国際法の規定
海洋法に関する国際連合条約は、沿岸国が自国の領海内での外国の船舶による無害通航でない通航を防止するために必要な措置をとることができるとし（第25条）、また、外国の軍艦や哨戒艦艇など公船に対しては、沿岸国の領海の通航に係る法令の遵守を要請するとともに、その要請が無視された場合、領海から直ちに退去することを要求できると定めている（第30条）。

#### 執りうる措置
なお、海洋法に関する国際連合条約は、沿岸国が自国の領海での外国の船舶による無害通航でない通航を防止するために執りうる措置や、外国の軍艦や哨戒艦艇など公船が領海からの退去要求に従わない場合に執りうる措置などの内容については、具体的に規定しておらず、国際慣習法によるものとされ、具体的には、以下のように理解されている。
1. 自国の領海内で無害通航でない通航その他の活動を行う商船に対しては、質問、強制停船、臨検、拿捕、強制退去などの措置を行うことが出来る。
2. 自国の領海内で無害通航でない通航その他の活動を行う軍艦に対しては、その活動の中止や領海外への退去を要求できるが、商船に対するような臨検、拿捕、警告射撃その他の強制的な手段の選択は、困難と解されている。
3. 自国の領海内における外国の軍艦による無害通航でない通航その他の活動が沿岸国に対する武力攻撃と認められる場合には、国際連合憲章第7章に基づく自衛権の行使その他の対応が可能だが、平時における国連海洋法条約その他の国際法に基づく対応とは、明確に異なることに注意が必要である。

## 領空侵犯との違い
「領空侵犯」が国際法に規定される法用語であるのに対して「領海侵犯」は、そのような国際法に規定される法用語でなく、マスメディアにおける報道などで使用されるメディア用語である。
国内法においても、「領空侵犯」が自衛隊法に定める自衛隊の活動たる「対領空侵犯措置」（自衛隊法第84条）など法用語としても用いられるのに対して「領海侵犯」は、海上保安庁法や自衛隊法その他で法用語として用いられておらず、また、後述の能登半島沖不審船事件や漢級原子力潜水艦領海侵犯事件などに関する防衛白書においても用いられていない。

## 日本の領海における事例

### 対応
日本の領海においては、例えば、外国漁船などが違法操業を行った場合は「外国人漁業の規制に関する法律」違反、外国の民間船舶が日本の当局の指示に従わず正当な理由なく領海内を徘徊し続けた場合は「領海等における外国船舶の航行に関する法律」違反となり、無害通行が成立せず領海侵犯と解釈される。また領有権を主張したり情報収集活動をするために外国の公船が領海内を徘徊することも、国連海洋法条約第19条の「沿岸国の防衛又は安全に影響を与えることを目的とする宣伝行為」「沿岸国の防衛又は安全を害することとなるような情報の収集を目的とする行為」「調査活動又は測量活動の実施」にあたり、無害でない通行にあたり主権侵害となる。
これらの領海侵犯に際して、外国の公船や民間船舶の場合は海上保安庁や水産庁が対処しており、外国の軍艦に対しては海上自衛隊が対応することになっている。領海警備は主に海上保安庁が行っているが、広大な周辺海域の哨戒（パトロール）に関してはP-3C哨戒機などで海上自衛隊が24時間態勢で行っており、不審船等の情報を海上保安庁に通報する体制も整えられている。
海上保安庁では、領海侵犯を行っている、若しくは領海侵犯の疑いのある外国船舶を発見した場合や、海上自衛隊等から通報を受けて現場に急行した場合は、「漁業法」や「外国人漁業の規制に関する法律」や「出入国管理及び難民認定法」や「領海等における外国船舶の航行に関する法律」等を根拠に、国際的に定められた手順に則り、旗流信号、発光信号、音声信号（汽笛、無線、スピーカーなど）により停船若しくは退去命令を出す。停船命令により停船した場合、海上保安官が外国船舶に乗り移って臨検を行い、船籍・目的地・航行の目的・積荷・無通報の理由などを聴取し、場合によっては逮捕する。船舶が停船命令に従わず逃走する場合は、警告弾の投擲を行うほか、強行接舷により海上保安官の移乗を行い臨検し、立入検査忌避罪等の容疑で逮捕する。
該当船舶に武装の可能性があるなど、強行接舷に危険がある場合は、「警察官職務執行法」を準用した「海上保安庁法」第20条に基づき、まずは攻撃の意思を表す射撃警告、次に上空や海面に向けて威嚇射撃を行う。それでも停船に従わず逃走する場合は船体射撃を行い、状況を見て強行接舷を行う。この際、海上保安庁法第20条に定められた条件を満たさない限り相手に危害を加えてはならず、日本政府の周辺諸国への配慮もあるため、実際の領海警備において海上保安庁が船体射撃をすることは極めて稀である。海上保安庁船舶が威嚇射撃にまで到ったのは、1953年の「ラズエズノイ号事件」（海保が船体射撃も実施）、1999年の「能登半島沖不審船事件」（海上警備行動による海上自衛隊交戦規定も適用（警告爆撃実施））、2001年の「九州南西海域工作船事件」（海保が船体射撃も実施、後自爆自沈）の3件のみである。
強力な武器を携行している・高速で逃亡する・潜水艦であるなど海上保安庁の能力を超えていると判断されたときは、国土交通省から防衛省に連絡があり防衛大臣によって海上警備行動が命ぜられる。発令には閣議による合意に基づく内閣総理大臣による承認が必要である。海上警備行動が発令されたのは、1999年の「能登半島沖不審船事件」と2004年の「漢級原子力潜水艦領海侵犯事件」、2009年の「ソマリア沖海賊の対策部隊派遣」（海賊対処法成立前）の3件についてのみである。
また、中国漁船が尖閣諸島の海域を領海侵犯して違法操業をしている場合に限っては、日本政府は中国の反発を恐れて逮捕や停船命令を出さずに退去命令に留める方針となっており、唯一の例外が、中国漁船が2度巡視船に衝突してきたことにより停船命令を出して公務執行妨害で逮捕した2010年の尖閣諸島中国漁船衝突事件である。
現行法では、海上警備行動が発令されない限り海上自衛隊が領海警備を行うことは法的に不可能であるため、尖閣諸島中国漁船衝突事件を契機として、超党派の国会議員の間で、新たに自衛隊が領海警備を行うことを可能とする「領域警備法」の制定を求める動きが強まっている。

### 主な事件の一覧
- ラズエズノイ号事件 1953年
- 南小島不法占拠事件 1968年
- 能登半島沖不審船事件 1999年
- 九州南西海域工作船事件 2001年
- 漢級原子力潜水艦領海侵犯事件（091型原子力潜水艦による） 2004年
- 尖閣諸島中国船領海侵犯事件 2008年以降毎年（2021年まで確認）
- 聯合号事件 2008年
- 尖閣諸島中国漁船衝突事件 2010年
- 香港活動家尖閣諸島上陸事件 2012年 - 領土侵入を含む
- 東調級情報収集艦領海侵犯事件 2016年 - 口永良部島沖
- 東調級情報収集艦領海侵犯事件 2017年 - 津軽海峡付近
- シュパン級測量艦屋久島領海侵犯事件[10] 2022年7月20日

## 中国の領海における事例

### すずつき中国領海「誤侵入」事件
2024年7月4日、中国軍の訓練の監視任務に当たっていた海上自衛隊の護衛艦すずつきが、海自艦としては自衛隊が創設された1954年以降初めて事前通告なしで中華人民共和国の領海を一時航行した。中国側から退去勧告を受け領海の外に出た。中国側は日本側に「厳正な抗議」を行い、日本側は「技術的なミス」と返答した。
2024年9月22日、海自は中国領海への「誤侵入」を行った艦長を事実上更迭した。